# Dinsmore Alter
Dinsmore Alter (28 de març de 1888 - 20 de setembre de 1968) va ser un militar estatunidenc. Autor d'un Atles Lunar, és reconegut pels seus treballs en meteorologia i astronomia, que va desenvolupar en la seva major part des de l'Observatori Griffith.

## Biografia
Alter va néixer a Colfax (Washington) i va assistir a la universitat en el Westminster College a Pennsilvània. Després de graduar-se el 1909 com B.S., es va casar amb Ada McClelland. La parella va tenir filla.
Va realitzar els seus estudis de postgrau a la Universitat de Pittsburgh i va obtenir el títol de professor d'astronomia amb estudis addicionals en el camp de la meteorologia. El 1911, es va convertir en instructor a la Universitat d'Alabama, ensenyant física i astronomia. A l'any següent es va convertir en professor ajudant, i en professor adjunt el 1913.
El 1914, es va mudar a la Universitat de Califòrnia a Berkeley, ensenyant astronomia mentre estudiava per al seu doctorat. Va obtenir el seu doctorat en astronomia el 1916. El 1917, es va convertir en professor ajudant d'astronomia a la Universitat de Kansas. No obstant això, quan els Estats Units van entrar a la Primera Guerra Mundial, es va prendre un temps lliure per servir com a major en l'Exèrcit dels Estats Units.
Després de tornar de la guerra, es va reincorporar a la Universitat de Kansas, on romandria durant gairebé 20 anys. Va ser ascendit a professor ajudant el 1919, i a professor el 1924.
Des de 1925 fins a 1927, va exercir el càrrec de vicepresident de l'American Meteorological Society. Posteriorment va rebre una Beca Guggenheim i va passar dos anys estudiant astronomia a la Gran Bretanya. En 1935, es va acomiadar de la Universitat de Kansas i es va convertir en director de l'Observatori Griffith. Un any més tard va renunciar a la seva càtedra per seguir sent director de l'observatori. També va treballar com a associat d'investigació a l'Institut de Tecnologia de Califòrnia a Pasadena durant el mateix període.
Després que els Estats Units entressin a la Segona Guerra Mundial, va deixar de nou el seu lloc per allistar-se a les forces armades durant quatre anys. Es va convertir en coronel i va servir en una divisió de transport. Va seguir sent membre de la reserva de l'exèrcit després de la guerra, sent instructor a Fort MacArthur, Los Angeles.
Els seus estudis anteriors s'havien centrat en l'observació solar, però després de la guerra es va concentrar en la Lluna. A mesura que la seva experiència augmentava, va esdevenir una autoritat en la geologia de la Lluna, inclosa la seva superfície i història. També es va mantenir involucrat en la investigació de l'astronomia, i en 1950 va ser nomenat president de la Societat Astronòmica del Pacífic.
El 1956, va utilitzar el reflector de 60 "a l'Observatori del Mount Wilson per observar un enfosquiment peculiar en una part del sòl del cràter Alphonsus, notícia que va ser objecte de difusió mundial. Aquest tipus d'esdeveniments va passar a anomenar-se posteriorment fenòmens lunars transitoris.
Durant 1958, va aconseguir l'edat de jubilació obligatòria, i es va retirar oficialment el 31 de març. Va ser succeït per Clarence H. Cleminshaw, que havia estat director associat de l'observatori.
No obstant això, es va mantenir actiu durant el seu retir, escrivint diversos llibres sobre astronomia i realitzant serveis de consultoria. També va ocupar el càrrec de Director Emèrit de l'Observatori Griffith.

## Premis i distincions
- Membre de la Reial Societat Astronòmica.
- Beca Guggenheim, 1929-1930.
- Doctor honoris causa, Monmouth College, 1941.
- Premi G. Bruce Blair, 1958.
- Premi de Literatura Aeroespacial Pendray, 1965.
- El cràter lunar Alter porta el seu nom.[6]

## Obres seleccionades
- Alter, Dinsmore. Application of Marvin's Periodocrite to Rainfall Periodicity" (Aplicació del Periodocrit de Marvin a la Periodicitat de la Pluja) Lawrence, Kan: University of Kansas, 1920. OCLC 10874962
- Alter, Dinsmore. A Critical Test of the Planetary Hypothesis of Sun Spots" (Una prova crítica de la hipòtesi planetària de les Taques Solars) Monthly Weather Review, 1929, April.
- Alter, Dinsmore, & Clarence H. Cleminshaw, Palomar Observatory" (Observatori Palomar), Los Angeles, Griffith Observatory.
- Alter, Dinsmore. Introduction to Practical Astronomy (Introducció a l'Astronomia Pràctica), New York, Crowell, 1933. OCLC 1166649
- Alter, Dinsmore. "ntroduction to the Moon (Introducció a la Lluna), Los Angeles, Griffith Observatory, 1958. OCLC 3192616
- Alter, Dinsmore. Pictorial Guide to the Moon (Guía Pictórica de la Luna), London, Arthur Barker Ltd., 1963.
- Alter, Dinsmore. Lunar Atlas, North American Aviation, 1964. OCLC 7917095
- Alter, Dinsmore, Clarence H. Cleminshaw, and John G. Phillips, "Pictorial astronomy" (Astronomía Pictórica), New York, Crowell, 1974.